# In the Morning
In the Morning (у преводу, Ујутру) је песма Англо-шведске инди рок групе Рејзорлајт и уводна је песма на њиховом другом албуму, Рејзорлајт. Сингл је издат 3. јула 2006. године као главни сингл за тај албум, достигавши треће место на Британској листи синглова. До данас, то је њихов други по величини сингл након Somewhere Else, који је достигао друго место. Ова песма је такође достигла друго место на iTunes листи најбољих песама.

## Списак песама
- 7" 1701087

1. (уживо из Брикстона)

- ЦД 1701088

- Макси-ЦД 1702000

## Успеси на листама
| Недеља | 1 (2. јул) | 2 (9. јул) | 3 (16. јул) | 4 (23. јул) | 5 (30. јул) | 6 (6. август) | 7 (13. август) | 8 (20. август) |
| Место  | 15         | 3          | 7           | 12          | 16          | 17            | 18             | 25             |

| Место | 42 | 40 | 37 | 22 | 20 | 26 | 39 |